# Shanghai ATP Masters 1000 2010
Shanghai Rolex Masters 2010 — профессиональный теннисный турнир, во 2-й раз проводившийся в Шанхае, Китай на открытых кортах с покрытием типа хард. Турнир имеет категорию ATP 1000. Турнир завершает азиатскуб серию турниров ATP[что?]. Соревнования были проведены с 9 по 17 октября 2010 года.
Прошлогодними чемпионами являются:
- Одиночный турнир —  Николай Давыденко
- Парный турнир —  Жюльен Беннето /  Жо-Вильфрид Тсонга.

## Соревнования

### Одиночный турнир
Энди Маррей обыграл  Роджера Федерера со счётом 6-3, 6-2.
- Энди выигрывает свой второй титул в сезоне (оба — категории ATP 1000).
- Роджер уступает 4й финал в году.
- Роджер уступает три из четырёх своих финалов турниров ATP 1000 в этом сезоне.

### Парный турнир
Юрген Мельцер /  Леандер Паес обыграли  Мариуша Фирстенберга /  Марцина Матковского со счётом 7-5, 4-6, [10-5].
- Юрген выигрывает свой третий титул в году.
- Леандер выигрывает свой второй турнир в году.